# Wilhelm Mauritz Klingspor
Wilhelm Mauritz Klingspor (født 7. december 1744, død 15. maj 1814) var en svensk greve og feltmarskal, der var øverstbefalende i Finland frem til 1808, hvor han pensioneredes.
Da Rusland året efter erobrede Finland fra Sverige i den finske krig, faldt de af Klingspor lagte planer fra hinanden, hvad der fik Johan Ludvig Runeberg til i Fänrik Ståls sägner at lægge skylden for tabet på Klingspor og kong Gustav IV Adolf. Klingspor var i 1809 med til at fængsle og afsætte Gustav IV Adolf og blev overstatholder i Stockholm, men blev året efter afsat, fordi han ikke havde grebet ind i forbindelse med mordet på Axel von Fersen den yngre.
Klingspor var En af rikets herrar, ridder af Serafimerordenenen og ridder af Sværdordenen.